# Фридрих Кристоф фон Хамерщайн
Фридрих Кристоф фон Хамерщайн (на немски: Friedrich Christoph Freiherr von Hammerstein; * 9 май 1679 в Квакенбрюк; † 25 ноември 1740 в Локстен, част от Нортруп в Долна Саксония) е фрайхер на Хамерщайн, съветник в манастир Оснабрюк, господар на Локсен, Дик и Хам.
Той е големият син на фрайхер Кристиан Гюнтер фон Хамерщайн-Локстен (1649 – 1692 в Битката при Щайнкирк във Фландрия) и съпругата му Гертруд Агнес Шенк фон Винтерщетен (1661 – 1728)). Внук е на Ханс Адам фон Хамерщайн (1579 – 1653) и Левеке фон Мюнххаузен (1616 – 1675). Брат е на Кристиан Лудвиг фон Хамерщайн-Локстен (1682 – 1759).

## Фамилия
Фридрих Кристоф фон Хамерщайн се жени за Берта София фон дер Шуленбург (* 30 май 1709, Алтенхаузен; † 22 април 1785, Локстен), дъщеря на граф Даниел Лудолф фон дер Шуленбург (1667 – 1741) и Йохана Сузана фон Дизкау († 1736). Те имат пет сина:
- Фридрих фон Хамерщайн (* 4 май 1728, Локстен; † 20 март 1797, Локстен), фрайхер, женен за Доротея фон дем Бусше (* 26 август 1737; † 15 октомври 1763)
- Ханс Гюнтер Карл фон Хамерщайн (* 17 декември 1730; † 1 декември 1795), курфюрстски брауншвайг-люнебургски генерал-лейтенант
- Рудолф фон Хамерщайн-Локстен (1735 – 1811), хановерски генерал, женен 17 ноември 1772 г. за Луиза София Елеонора фон Шенк фон Флехтинген (* 12 август 1754; † 3 юни 1835)
- Александер фон Хамерщайн (1797 – 1876), хановерски генерал-лейтемнант
- Ото фон Хамерщайн (1799 – 1884), хановерски генерал-лейтенанат